# Parque natural regional de los Bucles del Sena normando

Logo del parque

El parque natural regional de los meandros del Sena normando (en francés: Parc naturel régional des Boucles de la Seine normande) (antiguo parque Regional de Brotonne) es un parque natural regional francés creado el 17 de mayo de 1974 entre las ciudades de  Rouen y Le Havre. Comprende 80 000 hectáreas y abarca 72 comunas y 2 «villas-puerta». Tiene una gran diversidad de ambientes naturales y un rico patrimonio histórico:
- pantanos: pantano Vernier, reserva natural del Vallon du Vivier;
- bosques:  bosque demanial de Brotonne, bosque demanial de Trait-Maulévrier, bosque de Roumare;
- abadías: abadía de Jumièges,  abadía de Saint-Wandrille, abadía de Saint-Georges de Boscherville;
- artesanados:  horno de pan (La Haye-de-Routot), casa del lino cultivado (Routot), museo del zueco (La Haye-de-Routot), molino piedra (Hauville) apicultura.
- castillos: castillo de Ételan en Saint-Maurice-d'Ételan, castillo de Yville-sur-Seine, el castillo  du Taillis en Duclair.

## Historia
Designado antes del 4 de abril de 2001, como «Parque natural regional de Brotonne» (Parc naturel régional de Brotonne)  el parque natural regional (PNR) de los meandros del Sena normando fue establecido el 17 de mayo de 1974 alrededor del bosque demanial de Brotonne (los primeros estudios datan de 1966). El objetivo era crear un pulmón verde entre París y las actividades industriales y portuarias en el Bajo Sena. El cambio de nombre se ajusta a las diferentes extensiones del PNR alrededor del Sena y de la aceptación a la nueva carta (2001-2011).

## Las comunas del parque
- Aizier
- Allouville-Bellefosse
- Anneville-Ambourville
- Anquetierville
- Arelaune-en-Seine
- Bardouville
- Barneville-sur-Seine
- Berville-sur-Mer
- Berville-sur-Seine
- Bois-Himont
- Bouquelon
- Bourneville-Sainte-Croix
- Caumont
- Conteville
- Duclair
- Étréville
- Foulbec
- Fourmetot
- Hautot-sur-Seine
- Hauville
- Hénouville
- Heurteauville
- Honguemare-Guenouville
- Jumièges
- La Cerlangue
- La Haye-Aubrée
- La Haye-de-Routot
- Le Landin
- Le Mesnil-sous-Jumièges
- Le Trait
- Louvetot
- Manneville-sur-Risle
- Marais-Vernier
- Mauny
- Norville
- Notre-Dame-de-Bliquetuit
- Petiville
- Pont-Audemer
- Quevillon
- Quillebeuf-sur-Seine
- Rives-en-Seine
- Routot
- Sahurs
- Saint-Arnoult
- Saint-Aubin-sur-Quillebeuf
- Saint-Gilles-de-Crétot
- Saint-Mards-de-Blacarville
- Saint-Martin-de-Boscherville
- Saint-Maurice-d'Ételan
- Saint-Nicolas-de-la-Haie
- Saint-Nicolas-de-la-Taille
- Saint-Ouen-des-Champs
- Saint-Paër
- Saint-Pierre-de-Manneville
- Saint-Pierre-du-Val
- Saint-Samson-de-la-Roque
- Saint-Sulpice-de-Grimbouville
- Saint-Thurien
- Saint-Vigor-d'Ymonville
- Sainte-Opportune-la-Mare
- Tancarville
- Tocqueville
- Touffreville-la-Cable
- Toutainville
- Triquerville
- Trouville-la-Haule
- Vatteville-la-Rue
- Vieux-Port
- Yainville
- Yvetot
- Yville-sur-Seine